# Молочков, Фёдор Фёдорович
Фёдор Фёдорович Молочко́в (15 (28) августа 1906 — 6 сентября 1986) — советский дипломат. Чрезвычайный и полномочный посол.

## Биография
Член ВКП(б). Окончил Высшую дипломатическую школу НКИД СССР. На дипломатической работе с 1937 года.
- В 1937—1940 годах — сотрудник полпредства СССР в Литве.
- В октябре 1939 года — поверенный в делах СССР в Литве.
- В 1940 году — помощник заместителя народного комиссара иностранных дел СССР.
- В 1940—1941 годах — заместитель заведующего Протокольным отделом НКИД СССР.
- В 1941—1950 годах — заведующий Протокольным отделом НКИД (с 1946 — МИД) СССР.
- С 20 декабря 1950 по 29 марта 1955 года — чрезвычайный и полномочный посланник СССР в Швейцарии[1].
- В 1955—1969 годах — заведующий Протокольным отделом МИД СССР.
- С 28 мая 1969 по 8 июля 1971 года — чрезвычайный и полномочный посол СССР в Бельгии[2].
- В 1971—1982 годах — на научно-преподавательской работе в Дипломатической академии МИД СССР.

## Награды
- Орден Отечественной войны II степени (5 ноября 1945)
- Орден Трудового Красного Знамени (3 ноября 1944, 31 декабря 1966, 22 октября 1971[3])
- Орден «Знак Почёта» (30 октября 1954)[4]